# Bánsági Tibor
Bánsági Tibor (1919.) magyar gépészmérnök, vitorlázó repülő.

## Életpálya
Az 1940-es évek elején Műegyetemi Sportrepülő Egyesület ifjú tervező-pilóta gárdájához tartozott. A Repülőműszaki Intézet  tervezőinek tagja. Varga László konstrukcióinak részterveivel dolgozott. Önállón tervezett repülőgépei a Csibe és a Botond. Majd az Egyesület kísérleti műhelyének vezetője lett. Az anyagvizsgálatok és a törőkísérletek  területén ért el tudományos eredményeket. Sokat dolgozott Beniczky Lajos Fergeteg gépének alkatrész-kísérleteivel. A felszabadulás után az újjáépülő repülőgépiparban dolgozott, később a Csepel Autógyár anyagvizsgálatait végezte.

## Sportegyesületei
Műegyetemi Sportrepülő Egyesület (MsrE)

## Szakmai sikerek
- ezüstkoszorús vitorlázó repülő,